# Hexulosen
Hexulosen oder Ketohexosen ist die Bezeichnung für Ketosen mit einer unverzweigten Kette von sechs Kohlenstoffatomen (Hexosen). Zu den Hexulosen gehören beispielsweise Fructose, Sorbose, Psicose und Tagatose. Die Keto-Gruppe befindet sich üblicherweise als freie oder als cyclisches Halbketal in C2-Position des Moleküls. Hexulosen haben bis zu drei asymmetrisch substituierte C-Atome, die oft mit den Trivialnamen abgeleiteten Präfixen arabino-, ribo-, xylo- oder lyxo- unterschieden werden.
Die Bezeichnung Hexulose entspricht der IUPAC/IUBMB-Regel 2-Carb-10.3.